# Stalag Luft III

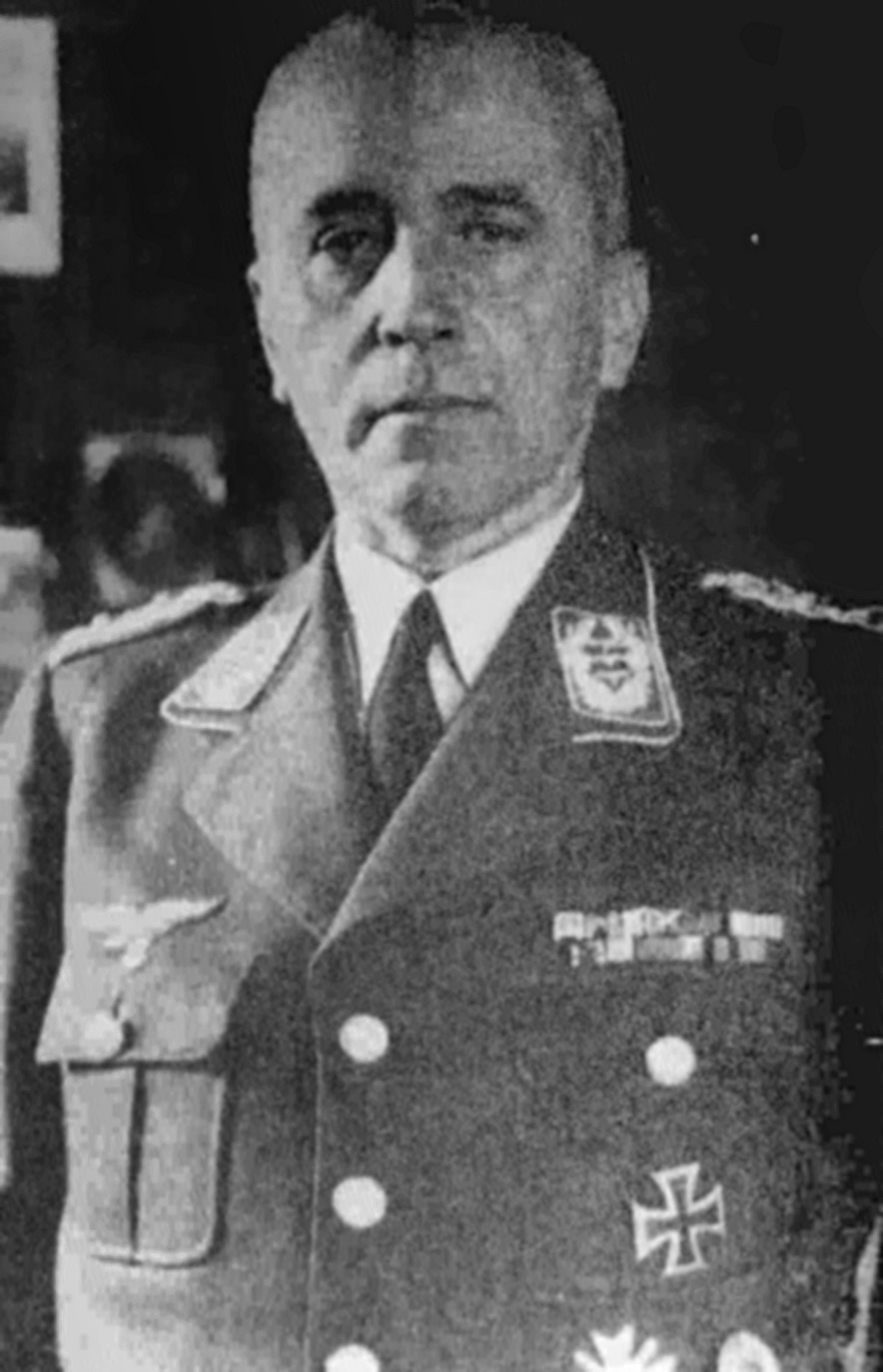
Komendant obozu, pułkownik Friedrich Wilhelm von Lindeiner-Wildau

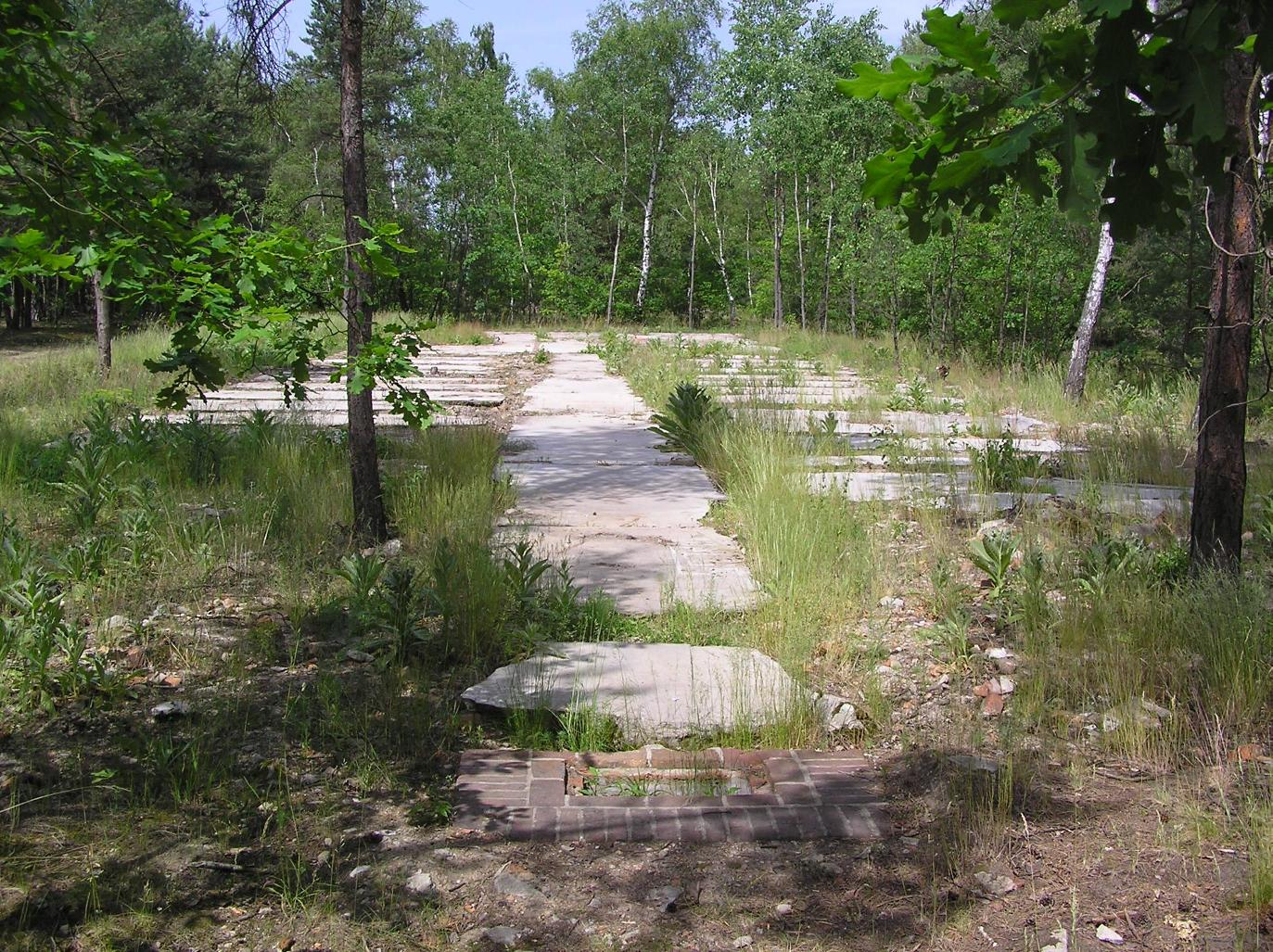
Pozostałości obozu Stalag Luft III

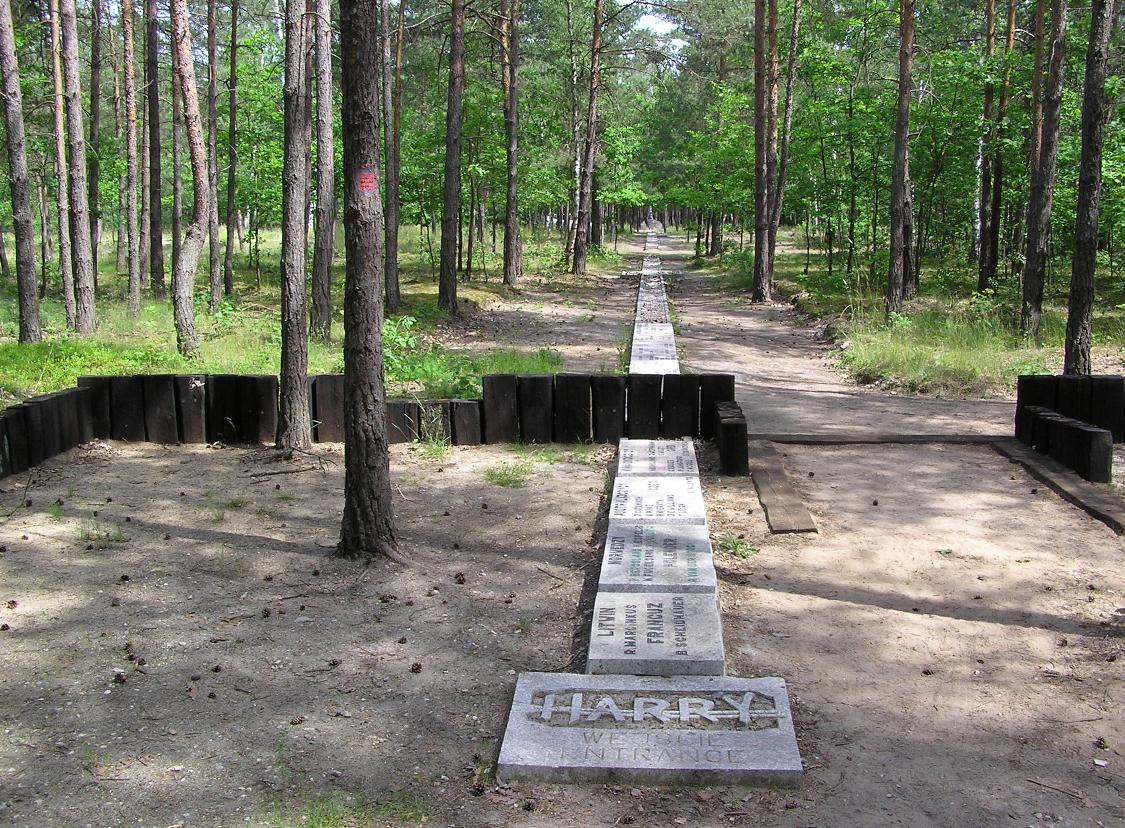
Upamiętnienie wejścia i przebiegu tunelu „Harry”

Stalag Luft III – niemiecki obóz jeniecki podczas II wojny światowej usytuowany w Żaganiu, przeznaczony dla zatrzymanych lotników sił alianckich.
Obóz (Kriegsgefangenen Stammlager der Luftwaffe 3, Sagan; w literaturze niemieckojęzycznej cyfra jest arabska, a w anglojęzycznej rzymska) powstał w 1942 roku na terenie Rzeszy. Podlegał dowództwu niemieckich wojsk lotniczych.
Zlokalizowanie obozu w słabo zaludnionym terenie w okolicy Żagania ponad 600 km od neutralnej Szwajcarii i blisko 300 km od wybrzeża Bałtyku miało za zadanie zniechęcenie do podjęcia prób ucieczki. Piaszczysta gleba, podwójne, wysokie ogrodzenie z drutu kolczastego, pozostawienie pustej przestrzeni pod barakami i duże oddalenie ich od drutów, a nawet zainstalowanie mikrofonów mających wychwycić jakąkolwiek podziemną działalność, miało uniemożliwić budowę tunelu. Z tego powodu do obozu trafiali przede wszystkim jeńcy, którzy już wcześniej podejmowali próby ucieczki. Początkowo byli to głównie Brytyjczycy, a później także obywatele USA, Australii, Nowej Zelandii, ZPA, Kanady i różnych krajów europejskich.
Na początku września 1944 do tego Stalagu przywieziono kilkusetosobową grupę lotników radzieckich ze zlikwidowanego w Łodzi (Litzmannstadt) Stalagu Luft II. W Łodzi pozostawiono tylko nieliczną grupę chorych i niezdolnych do pracy, którzy w większości doczekali wyzwolenia w dniu 19 stycznia 1945 roku.
Na przełomie lat 1944–1945 w Stalagu Luft 3 przetrzymywano ok. 10 tysięcy jeńców, w tym ok. 100 Polaków.

## Wielka ucieczka
Wcześniejsze próby ucieczki z obozu kończyły się zwykle zatrzymaniem uciekiniera i osadzeniem go w karcerze. Dopiero po przybyciu do obozu Rogera Bushella powstał plan precyzyjnie zorganizowanej i masowej ucieczki z obozu. W przygotowaniach brało udział ok. 600 ludzi. Przygotowywali oni fałszywe dokumenty, cywilne ubrania, mapy i inne rzeczy przydatne podczas ucieczki. Pomagały w tym przedmioty przemycane w paczkach dostarczanych przez Czerwony Krzyż. Z polskich jeńców szczególnie dużą rolę w przygotowaniach do ucieczki odegrał porucznik Włodzimierz Kolanowski, który współkierował grupą sporządzającą mapy i zajmował się konstrukcją schodów do tuneli.
Przemyt do obozu organizowany był przez tajny ośrodek Wywiadu Armii USA w Forcie Hunt, Virginia, USA. W paczkach żywnościowych przemycano narzędzia, mapy, kompasy, niemiecką walutę, gotowe podrobione dokumenty, odbiorniki radiowe i aparaty fotograficzne. Jeńcy w listach do najbliższych przekazywali zaszyfrowane informacje o charakterze danych wywiadowczych. Informacje były zdobywane tak przez samych jeńców, wykonujących „krótkotrwałe ucieczki”, jak i od wartowników niemieckich.
Aby zwiększyć szanse ucieczki planowano drążenie trzech tuneli, którym nadano nazwy „Tom”, „Dick” i „Harry”. Dwa pierwsze, położone w zachodniej części obozu, wydawały się najdogodniejszą drogą ucieczki. Jednak „Tom” został odkryty podczas jednej z rewizji, a wyjście z tunelu „Dick” w wyniku rozbudowy obozu znalazło się na terenie nowego sektora. Ostatnią szansą ucieczki pozostał 111 metrowy tunel „Harry”. Do jego budowy wykorzystano wszelkie możliwe materiały: deski z baraków i prycz, puszki i worki, z których zbudowano specjalną pompę dostarczającą powietrze. Gdy tunel był już gotowy, chęć ucieczki zgłosiło 500 osób. Zakładano, że zdoła uciec ok. 200, przeprowadzono więc losowanie. Ostatecznie uciekło 81 jeńców różnych narodowości, w tym sześciu Polaków.
W nocy z 24 na 25 marca 1944 roku uciekinierzy zebrali się w baraku, w którym znajdowało się wejście do tunelu. Okazało się wtedy, że tunel jest za krótki i kończy się przed linią lasu. Ponadto ogłoszony alarm lotniczy nie był na rękę uciekinierom planującym ucieczkę pociągiem. Pomimo to z tunelu zdążyło wydostać się 76 jeńców, zanim wartownicy zauważyli uciekinierów.
Ucieczka w pełni powiodła się tylko trzem lotnikom. Byli to Norwegowie Peter Bergsland i Jens Muller oraz Holender Bram van der Stok. Reszta uciekinierów została prędzej czy później schwytana. Na specjalny rozkaz Hitlera (tzw. Sagan-Befehl) wszyscy uciekinierzy mieli zostać rozstrzelani, lecz po interwencji Göringa ostatecznie zdecydowano się rozstrzelać pięćdziesięciu lotników.

### Lista uczestników „Wielkiej ucieczki”
| schwytany i rozstrzelany | uciekł | schwytany |

| Brytyjczycy            | Kanadyjczycy                | Afrykanerzy              |
| ---------------------- | --------------------------- | ------------------------ |
| Albert Armstrong       | R. McBride                  | Johannes S. Gouws        |
| Anthony Bethell        | Henry J. Birkland           | Clement A.N. McGarr      |
| Gordon Brettell        | William J. Cameron          | Rupert J. Stevens        |
| L. Brodrick            | Gordon A. Kidder            |                          |
| Lester G. Bull         | Patrick W. Langford         | Grek                     |
| Roger J. Bushell       | George E. McGill            | Sotiris Skanzikas        |
| Michael J. Casey       | Alfred B. Thompson          |                          |
| Richard S.A. Churchill | James C. Wernham            | Holender                 |
| Dennis H. Cochran      | George W. Wiley             | Bram van der Stok        |
| Ian K.P. Cross         |                             |                          |
| Harry A. Day           | Polacy                      | Belg                     |
| Johnnie Dodge          | Antoni Kiewnarski           | Henri A. Picard          |
| Sydney H. Dowse        | Włodzimierz Kolanowski      |                          |
| Brian H. Evans         | Stanisław Król              | Litwin                   |
| Bernard Green          | Jerzy Mondschein            | Romas Marcinkus          |
| William J. Grisman     | Kazimierz Pawluk            |                          |
| Alastair D.M. Gunn     | Paweł Tobolski              | Francuzi                 |
| Charles P. Hall        |                             | Bernard W.M. Scheidhauer |
| Anthony R.H. Hayter    | Australijczycy              | Raymond van Wymeersch    |
| Edgar S. Humphreys     | James Catanach              |                          |
| Bertram A. James       | Albert H. Hake              |                          |
| Thomas G. Kirby-Green  | Reginald V. Kierath         |                          |
| R. Langlois            | John E. A. Williams         |                          |
| James L.R. Long        | Thomas B. Leigh             |                          |
| Henry C. Marshall      |                             |                          |
| Alistair T McDonald    | Nowozelandczycy             |                          |
| Harold J. Milford      | Arnold G Christensen        |                          |
| Alexander D. Neely     | John P.P. Pohe              |                          |
| Thomas R. Nelson       | Michael M. Shand            |                          |
| Keith Ogilvie          | Leonard Trent               |                          |
| Desmond L. Plunkett    |                             |                          |
| Douglas A. Poynter     | Norwegowie                  |                          |
| Paul Royle             | Peter Bergsland             |                          |
| L. Reavell-Carter      | Halldor Espelid             |                          |
| Robert C. Stewart      | Nils Fugelsang              |                          |
| John G. Stower         | Jens Muller                 |                          |
| Denys O. Street        |                             |                          |
| Cyril D. Swain         | Czesi                       |                          |
| Gilbert W. Walenn      | Bedřich Dvořák              |                          |
| John F. Williams       | Ivo Tonder (Ivor B. Tonder) |                          |
|                        | Arnošt Valenta              |                          |

## Ewakuacja obozu
W obliczu szybko zbliżającej się Armii Czerwonej, 27 stycznia 1945 Hitler wraz z Göringiem podjęli decyzję o ewakuacji obozu. Wieczorem tego samego dnia, ok. 10 000 jeńców, zostało wyprowadzonych w kierunku miasta Spremberg. Na terenie obozu zostało ok. 500 chorych, których później dowieziono samochodami do Stalagu XIII D Nürnberg. Reszta po dotarciu do miasta Spremberg została pociągami rozwieziona do stalagów w Norymberdze, Moosburg an der Isar, Tarmstedt i Luckenwalde.

## Odniesienia w kulturze masowej

### Literatura
- Paul Brickhill: The Great Escape. Norton, Nowy Jork 2004, pierwsze wydanie 1950, 264 (XV) S., ISBN 0-393-32579-2.
- Arthur A. Durand: Stalag Luft III: The secret story, (Louisiana State University Press 1988, Louisiana Paperback Edition 1999, Library Of Congress) ISBN 0-8071-1352-2 (cloth) ISBN 0-8071-2443-5 (pbk.)
- Marek Łuszczyna: Nocni myśliwi. Jak Polacy zorganizowali najsłynniejszą ucieczkę z nazistowskiego obozu, ISBN 9788324079339.

### Filmy i seriale
- Film – „Fabryka Ucieczek” (Escape Factory) film dokumentalny reż. Philip J. Day i David C. Taylor prod. Henninger Media Services Inc & EDGE West LLC dla National Geografic Channel 2009 – w filmie użyto materiałów Wywiadu Armii USA, film zawiera wywiady z uczestnikami ucieczki oraz osobami ścisłego kierownictwa tajnego ośrodka Wydziału „Mis X” Wywiadu Wojskowego USA. Opisuje także organizację i działanie Wydziału „Miss X” w Forcie Hunt. Emisja w Polsce 19-05-2011.
- Film – Wielka ucieczka, amerykański film wojenny z roku 1963 w reżyserii Johna Sturgesa na kanwie powieści Paula Brickhilla.
- Film – Hasło „Odwaga”, brytyjski film wojenny z 1962 w reżyserii Andrew L. Stone’a, którego fabuła (sposób ucieczki więźniów ze stalagu w Lamsdorf) luźno nawiązuje do „Wielkiej ucieczki”.
- Serial - Władcy przestworzy / Masters of the Air z 2024 roku, produkcji Toma Hanksa i Stevena Spielberga, gdzie do Stalag Luft III trafiają amerykańscy piloci różnych dywizji schwytani w całej Europie (odcinki 6-9)